# Servais Duriau
Servais Duriau (* 5. April 1701 in Lüttich; † 15. Juli 1775 im Kloster Val-Dieu) war ein römisch-katholischer Geistlicher, Zisterzienser, Enzyklopädist und Graphiksammler im Hochstift Lüttich.

## Leben
Laurent Duriau war der Sohn eines prominenten Lütticher Bürgers; sein Vater war Palastverwalter (intendant) des Fürstbischofs. Am 23. August 1722 trat er in das Zisterzienserkloster Val-Dieu (zwischen Lüttich und Aachen) ein und erhielt den Ordensnamen Servais (nach Servatius von Tongern). 1725 wurde er zum Priester geweiht und übernahm als Beichtiger die geistliche Leitung zuerst des Zisterzienserinnenklosters Orienten, dann der Zisterzienserinnenabtei Burtscheid. Von 1752 bis zu seinem Tod war er Subprior in Val-Dieu.

## Sammlung Duriau
Duriau hinterließ eine einzigartige Sammlung von mehr als 20.000 thematisch geordneten Kupferstichen in 32 Alben, von denen sich 19 (mit 12.000 Stichen) im Domschatz der Kathedrale von Lüttich befinden, andere in privater Hand sind (Nr. 1, 2, 4, 15, 16, 19, 29) und fünf als verloren gelten (Nr. 11, 18, 30–32). Duriau versah seine Handschrift mit eingebundenen Stichen und kommentierte sie aus zeitgenössischen Quellen. Anordnung und Kommentierung zeigen das Profil einer Enzyklopädie, ähnlich der gleichzeitig entstandenen Encyclopédie ou Dictionnaire raisonné des sciences, des arts et des métiers von Denis Diderot und Jean Baptiste le Rond d’Alembert.
Die Sammlung Duriau (Collection Duriau) wurde 1774 von Franz Xaver von Feller (1735–1802) entdeckt und 1865 von Jean-Simon Renier (1818–1907) beschrieben. Von Renier sind die Thematiken der 32 Bände bekannt (hier aus dem französischen Original resümiert):
1. Altes Testament
2. Neues Testament
3. Die Päpste
4. Heresien
5. Römische Kaiser, Verfolgungen, Märtyrer, Heilige
6. Kardinäle, Erzbischöfe, Doktoren und Pfarrer in Frankreich und den Niederlanden
7. Erzbischöfe, Bischöfe und weitere Geistliche im Heiligen römischen Reich deutscher Nation, sowie die Bischöfe von Lüttich
8. Anachoreten, Benediktiner, Kamaldulenser, Grammontenser, Kartäuser und Zisterzienser
9. Prämonstratenser, Kanoniker, Fontevrault, Coelestiner, Trinitarierorden, Saint-Antoine, Deutscher Orden, Karmel, Dominikaner und Augustiner
10. Franziskaner, Paulaner, Jesuiten, Oratorianer, Theatiner, Regularkleriker, Leben der hl. Birgitta von Schweden
11. Verschiedenes zu den Orden.
12. Kurfürsten, Erzbischöfe, Bischöfe, Fürsten im Reich, in England, in Nordeuropa und in Holland (alphabetisch)
13. Könige und Königinnen, Fürsten in Frankreich, Spanien, Neapel, Sizilien, Savoyen, Lothringen und weitere in Italien
14. Herzöge und Herzoginnen von Brabant und der Niederlande, Generäle, Admiräle, Gouverneure und weitere Anführer
15. Botschafter, berühmte Männer und Frauen
16. Fortsetzung
17. Künstler, Maler, Kupferstecher, Architekten, Ikonographie des Anthonis van Dyck
18. Fabeln von Michel de Marolles, Aesop, Phaedrus, La Fontaine 1753.
19. Malerei (Fortsetzung) mit vielen Modellen aus der Zeichenlehre 1755
20. Rätsel, Anspielungen, Moralia, Symbole, Hieroglyphen, 1756
21. Spanien, Neapel, Mailand, Florenz, Italien, römische Antike, 1770
22. Sardinien, Savoyen, Schweiz, Genua, Italien, Portugal, Venedig, 1771
23. Städte in Deutschland, Polen, Schweden, Dänemark, Russland, Belagerung von Wien, 1735
24. Städte in Ungarn, Türkei, Asien, Afrika, Amerika, mit Kaisern, Königen, 1739
25. Frankreich: Städte, Schlösser, Labyrinthe, Lusthäuser und Kuriosa, 1752
26. Städte, Schlösser, Abteien in: Hennegau, Flandern, Brabant, Limburg, Luxemburg, 1763
27. Städte in Holland und England, 1763
28. Kriegsgott Mars : Zeichnungen, Wappen, 1753
29. Handwerker, Schauspieler, Bettler, Grotesken und viele Verse, Devisen, Sinnsprüche und Maximen
30. Tiere, Jagd, Blumen, Obst, Vögel, Schmetterlinge, Landschaften
31. Religiöse Motive, darunter von Rubens
32. Weltliche Motive